# Callao (district)
Callao is een district van de Peruaanse provincie Callao. Het heeft een oppervlakte van 46 km² en heeft 407.000 inwoners (2015). Het grenst in het noorden aan het district Ventanilla, in het oosten aan de provincie Lima en de districten La Perla, Carmen de la Legua Reynoso en Bellavista, in het zuiden aan het district La Punta en in het westen aan de Stille Oceaan.

## Bestuurlijke indeling
Het district is een onderdeel van de provincie Callao in de gelijknamige regio van Peru. Deze regio maakt integraal deel uit van de metropool Lima Metropolitana.. 
Bellavista · Callao · Carmen de la Legua Reynoso · La Perla · La Punta · Ventanilla